# Хенкель, Хеннер
Генрих Эрнст Отто Хенкель (нем. Heinrich Ernst Otto 'Henner' Henkel; 15 октября 1915, Позен, Германская империя — 13 января 1943, под Воронежем, СССР) — германский теннисист-любитель, 3-я ракетка мира в 1937 году. Победитель чемпионата Франции 1937 года в одиночном разряде, а также чемпионата Франции и чемпионата США 1937 года в мужском парном разряде. В честь Хеннера Хенкеля с 1950 года называется юношеский теннисный чемпионат Германии.

## Биография
Генрих Хенкель родился осенью 1915 года в Позене — административном центре одноименной провинции Германской империи (ныне Познань, Польша). Он начал играть в теннис уже в 1920 году в Эрфурте, где его первым партнёром был старший брат Фердинанд. В 1927 году семья Хенкелей перебралась в Берлин.
В августе 1934 года 18-летний Хенкель уже выступал за сборную команду Германии в Кубке Дэвиса, ведомую бароном Готфридом фон Краммом, заняв место еврея Даниэля Пренна, отстранённого нацистским режимом от участия в сборной. На следующий год фон Крамм и Хенкель уже выиграли европейский зональный турнир, в частности, победив в полуфинале австралийцев, но в межзональном финале проиграли американцам. В следующие три года немцы каждый раз доходили до межзонального финала, но всякий раз оступались на этом этапе, так и не пробившись в матч за главный трофей: дважды их останавливали австралийцы и ещё раз американцы.

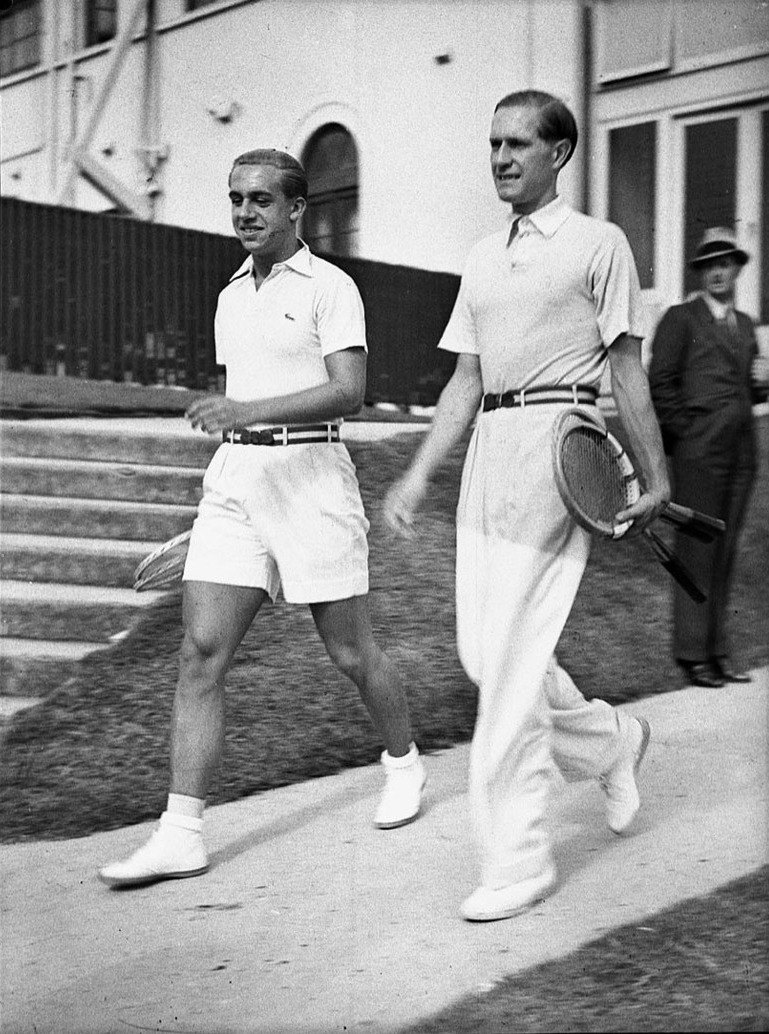
Хенкель и Готфрид фон Крамм (с ракетками), 1937 год

На индивидуальном уровне Хенкель вошёл в мировую теннисную элиту в 1936 году, когда по итогам сезона газета Daily Telegraph впервые включила его в список десяти сильнейших теннисистов мира (на девятой позиции). Следующий год стал для Хеннера звёздным: он выиграл в паре с фон Краммом два турнира Большого шлема — чемпионат Франции и чемпионат США, а также завоевал единственный в карьере титул на турнире Большого шлема в одиночном разряде, победив в финале чемпионата Франции британца Банни Остина (фон Крамм отказался от участия в этом турнире в одиночном разряде, чтобы сосредоточиться на подготовке к матчу Кубка Дэвиса против США). Хенкель также впервые стал чемпионом Германии в одиночном разряде (результат, который он повторит затем ещё трижды подряд) и окончил год на третьем месте в рейтинге Daily Telegraph.
В конце 1937 года Хенкель и фон Крамм предприняли продолжительное турне по Америке, Дальнему Востоку и Океании и в его ходе дошли до финала чемпионата Австралии. Однако по возвращении в Германию фон Крамм был арестован по обвинению в мужеложстве (возможно, однако, что истинной причиной была его публичная критика в адрес нацистской верхушки). Новым партнёром Хенкеля на корте стал Георг фон Метакса, с которым они дошли до финала на Уимблдонском турнире 1938 года, а также в очередной раз до межзонального финала Кубка Дэвиса. На Уимблдоне Хенкель пробился также в финал смешанных пар с американкой Сарой Палфри-Фабиан.
Начавшаяся в 1939 году Вторая мировая война положила конец серьёзному европейскому теннису. Хенкель некоторое время продолжал выступать на внутренних соревнованиях в Германии (в последний раз в 1942 году в Бад-Пирмонте, где победил в финале Родериха Менцеля из оккупированной Чехословакии), а затем был отправлен на фронт, где и погиб. Указываются различные даты и места его смерти (от 3 декабря 1942 года до 1944 года), но наиболее принято считать, что он погиб 13 января 1943 года под Воронежем; эту дату и место называет его дочь.
Теннисные успехи Хенкеля после войны были увековечены в названии юношеского (до 16 лет) чемпионата Германии, который с 1950 года носит его имя (аналогичное соревнование среди девушек названо в честь Цилли Ауссем).

## Участие в финалах турниров Большого шлема за карьеру

### Одиночный разряд (1+0)
Победа (1)
| Год  | Турнир            | Покрытие | Соперник в финале | Счёт в финале |
| ---- | ----------------- | -------- | ----------------- | ------------- |
| 1937 | Чемпионат Франции | Грунт    | Банни Остин       | 6-1, 6-4, 6-3 |

### Мужской парный разряд (2+2)

#### Победы (2)
| Год  | Турнир            | Покрытие | Партнёр           | Соперники в финале             | Счёт в финале      |
| ---- | ----------------- | -------- | ----------------- | ------------------------------ | ------------------ |
| 1937 | Чемпионат Франции | Грунт    | Готфрид фон Крамм | Вернон Кирби Норман Фаркуарсон | 6-4, 7-5, 3-6, 6-1 |
| 1937 | Чемпионат США     | Трава    | Готфрид фон Крамм | Дон Бадж Джин Мако             | 6-4, 7-5, 6-4      |

#### Поражения (2)
| Год  | Турнир              | Покрытие | Партнёр           | Соперники в финале        | Счёт в финале      |
| ---- | ------------------- | -------- | ----------------- | ------------------------- | ------------------ |
| 1938 | Чемпионат Австралии | Трава    | Готфрид фон Крамм | Джон Бромвич Адриан Квист | 5-7, 4-6, 0-6      |
| 1938 | Уимблдонский турнир | Трава    | Георг фон Метакса | Дон Бадж Джин Мако        | 4-6, 6-3, 3-6, 6-8 |

### Смешанный парный разряд (0+1)
Поражение (1)
| Год  | Турнир              | Покрытие | Партнёрша          | Соперники в финале  | Счёт в финале |
| ---- | ------------------- | -------- | ------------------ | ------------------- | ------------- |
| 1938 | Уимблдонский турнир | Трава    | Сара Палфри-Фабиан | Элис Марбл Дон Бадж | 1-6, 4-6      |